# Erik Norelius
Erik Martin Norelius, född 18 oktober 1928 i Hamrånge församling, Gävleborgs län, död 11 december 2022, var en svensk tidningsman.
Norelius var anställd av Dagbladet Nya Samhället 1946–50, Dala-Demokraten 1951, Dagbladet Nya Samhället 1952, Dala-Demokraten 1953–70, var informationschef vid Kopparbergs läns landsting 1970–73, chefredaktör för Dala-Demokraten 1973–83 och nyhetsreporter där från 1983. Han var sommarpratare i radion den 22 juni 1973 och den 7 juli 1975.